# Cebocaris grutesca
Cebocaris grutesca is een vlokreeftensoort uit de familie van de Cebocaridae. De wetenschappelijke naam van de soort is voor het eerst geldig gepubliceerd in 1964 door Jerry Laurens Barnard.